# Esmé Stuart (1er duc de Lennox)
Pour les articles homonymes, voir Esmé Stuart et Stuart.
Esmé (ou Aimé) (Ier) Stuart (vers 1542, France – 26 mai 1583, Paris), 1er duc de Lennox, 6e Seigneur d'Aubigny, est un aristocrate et courtisan écossais de la Maison Stuart qui fut régent d'Écosse de 1578 à 1582.

## Origine
Esmé est le fils de John Stuart († 1567), sixième seigneur d'Aubigny, et de son épouse Anne de la Queuille († 1579). Son père est devenu français en 1537. Esmé lui succède comme seigneur d'Aubigny en 1567. En France, il exerce la fonction de capitaine de la Garde écossaise.

## Régent
En septembre 1579, il retourne en Écosse où il devient le favori du roi, âgé de 13 ans, Jacques VI d'Écosse, membre comme lui de la maison Stuart. Il assume la régence du royaume après la destitution de James Douglas, 4e comte de Morton. Ce dernier est accusé de complicité dans le meurtre de Henry Stuart. Il est condamné à mort et exécuté le 2 juin 1581. En 1580, le roi lui donne le titre de comte de Lennox, lorsque Robert Stuart, le 6e comte de Lennox, accepte d'échanger son titre pour celui de comte de March. En 1581, il est promu 1er duc de Lennox.   
Pour assumer le gouvernement Esmé Stuart est contraint de renoncer officiellement à sa foi catholique, mais il est soupçonné par les seigneurs écossais protestants de continuer à la pratiquer en secret. Il lui est également reproché d'avoir une influence pernicieuse sur les tendances homosexuelles du jeune roi. Esmé Stuart suscite donc beaucoup d'ennemis. Le 22 août 1582 le roi est enlevé au cours d'une partie de chasse. Il est détenu au château de Ruthven par un groupe de lords protestants jusqu'à ce qu'il promette d'écarter le régent français. Esmé est emprisonné pendant dix mois avant d'être finalement contraint de rentrer en France. Il y demeure jusqu'à sa disparition prématurée, à Paris, en entretenant une correspondance secrète avec le roi, qui ne parvenait pas à surmonter la perte de Lennox.

## Union et postérité
Esmé Stuart épouse, vers 1572, Catherine († 1631/2), fille de Guillaume de Balsac, seigneur d'Entragues et de Marcoussis, avec qui il a eu les enfants suivants :
- Gabrielle, épouse en 1598 de Hugh Montgomerie, 5e comte d'Eglinton ;
- Henriette (1573-1642), épouse en 1588 de George Gordon, 1er marquis de Huntly ;
- Ludovic (1574-1624), 2e duc de Lennox ;
- Esmé (II)  (1579-1624), 3e duc de Lennox ;
- Marie (v.1582-1644), épouse en 1592 de John Erskine, 18e comte de Mar.